# Musée cantonal d'histoire naturelle de Lugano
Le musée cantonal d'histoire naturelle de Lugano, ou museum cantonal, en italien museo cantonale di storia naturale di Lugano, est un musée suisse situé à Lugano.

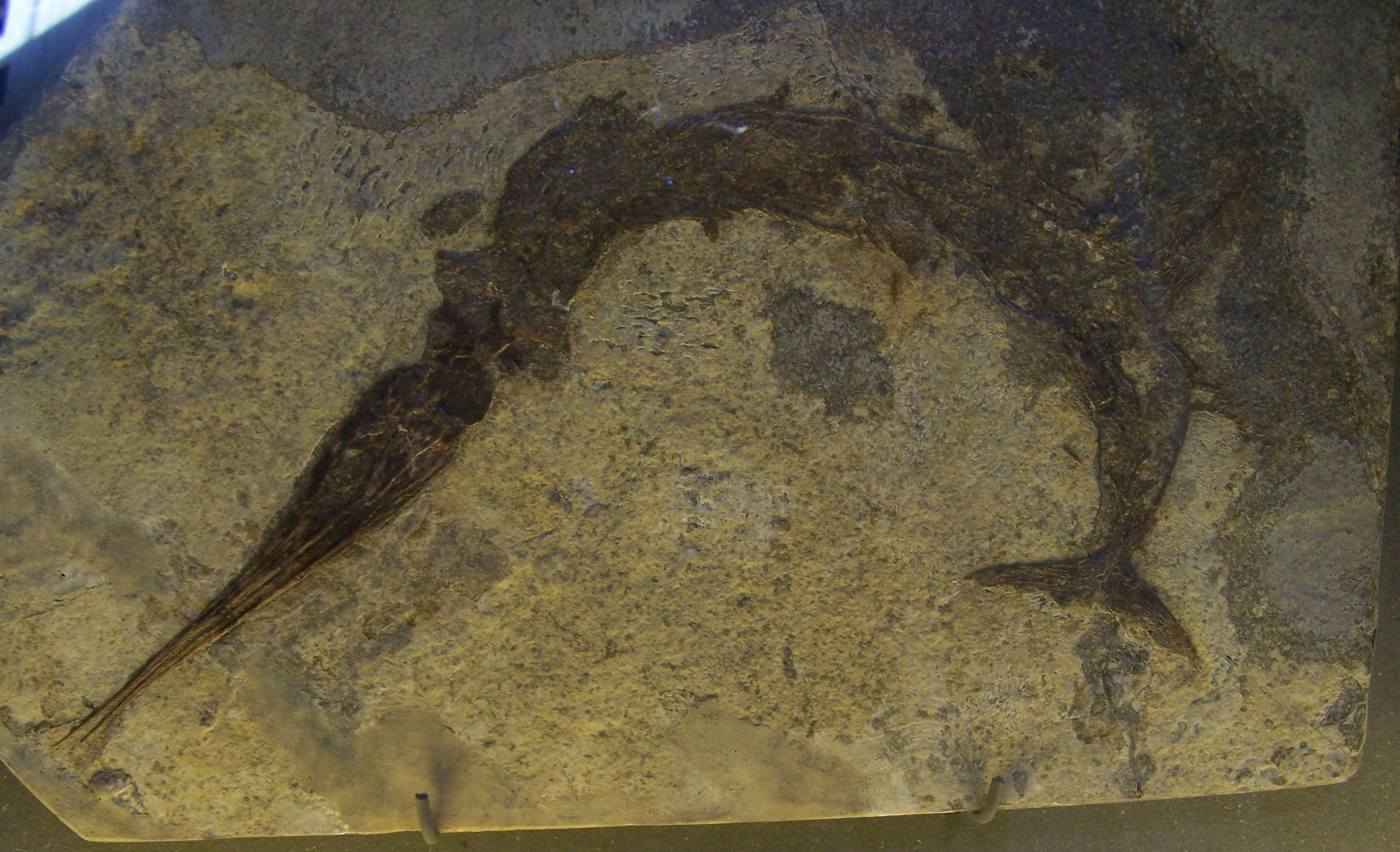
Fossile de Saurichthys trouvé au Monte San Giorgio et exposé au musée cantonal.

## Histoire
Fondé en 1853 sous le nom de Gabinetto di storia naturale (Cabinet d'histoire naturelle), ce musée est reconnu comme bien culturel suisse d'importance nationale.

## Source
- Inventaire suisse des biens culturels d'importance nationale et régionale, édition de 2009.